# Looking for Mr. Goodbart
Looking for Mr. Goodbart (El buen Bart en Hispanoamérica y Buscando al Señor Goodbart en España) es un episodio perteneciente a la vigesimoctava temporada de la serie animada Los Simpson, emitido originalmente el 30 de abril de 2017 en EE. UU. El episodio fue escrito por Carolyn Omine y dirigido por Michael Polcino.
El título es una parodia de Looking for Mr. Goodbar. En este episodio aparece una aplicación llamada: Peekimon Get, que es una parodia de Pokémon Go.

## Argumento
Homer y Lisa Simpson se vuelven adictos a "Peekimon's Get". Mientras tanto, Bart Simpson pasa tiempo con Agnes Skinner la madre del director Skinner.

## Recepción
Dennis Perkins de The A.V. Club le dio al episodio una calificación de una B.
Tony Sokol de Den de Geek le dio al episodio un puntaje de 2/5 estrellas. Aplaudió la premisa y la actuación de la estrella invitada Jennifer Saunders como Phoebe, pero notó una falta de chistes y criticó la extendida secuencia de apertura como una forma para llenar tiempo.